# Eudarcia saucropis
Eudarcia saucropis is een vlinder uit de familie van de Meessiidae. Deze soort is voor het eerst wetenschappelijk beschreven als Tinea saucropis door Edward Meyrick in een publicatie uit 1911.
De soort komt voor in de Seychellen waaronder Mahé en Silhouette.